# Rosa Giacinta Badalla
Rosa Giacinta Badalla, född 1660, död 1710, var en italiensk kompositör och nunna.
År 1684 publicerade hon i Venedig samlingen Mottetti a voce sola och komponerade även kantatorna på latin Vuò cercando e O fronde care.